# Karel Kašpar

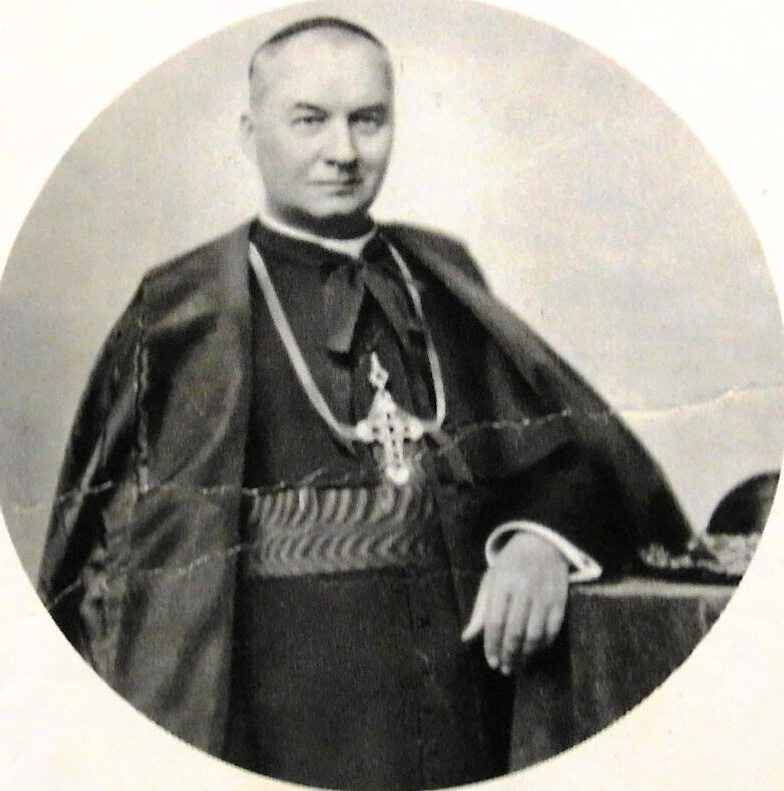
Karel Kardinál Kašpar, Erzbischof von Prag, Primas von Böhmen

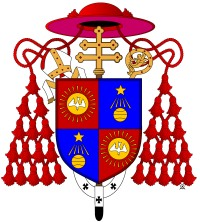
Kardinalswappen

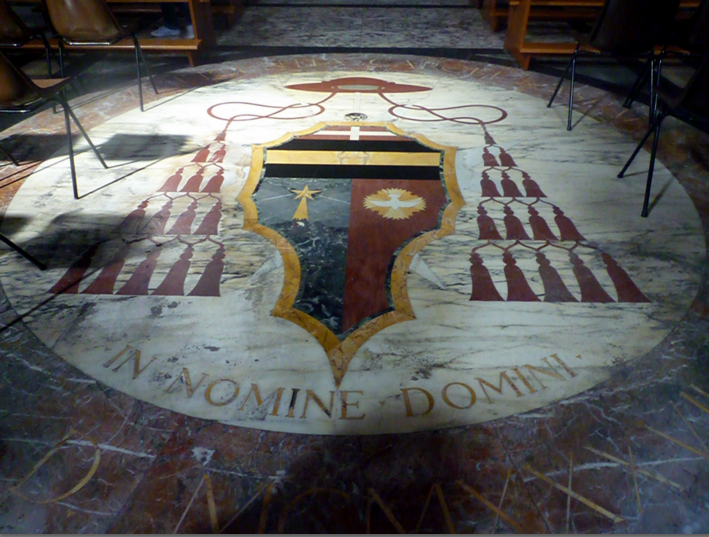
Weitere Fassung seines Kardinalswappens (Titelkirche San Vitale, Rom)

 Karel Boromejský Kardinal Kašpar  (* 16. Mai 1870 in Mirošov u Rokycan, Böhmen; † 21. April 1941 in Prag) war Bischof von Königgrätz und Erzbischof von Prag.

## Leben
Karel Kašpar studierte Philosophie und Katholische Theologie in Pilsen und in Rom. 
Am 25. Februar 1893 empfing er das Sakrament der Priesterweihe und arbeitete anschließend als Seelsorger in Svojšín. 1896 ging er zum Studium nach Rom, wo er am Priesterkolleg Santa Maria dell’ Anima lebte. Nach Abschluss seiner weiterführenden Studien war er von 1899 bis 1920 Seelsorger und Domkapitular am Prager Metropolitankapitel.
Papst Benedikt XV. ernannte ihn 1920 zum Titularbischof von Bethsaida und zum Weihbischof in Königgrätz. Die Bischofsweihe spendete ihm am 11. April 1920 der damalige Erzbischof von Prag, František Kordač. Bereits ein Jahr später wurde er Bischof von Königgrätz.
Papst Pius XI. übertrug ihm 1931 die Leitung des Erzbistums Prag und nahm ihn am 16. Dezember 1935 als Kardinalpriester mit der Titelkirche Santi Vitale, Valeria, Gervasio e Protasio in das Kardinalskollegium auf. Karel Kardinal Kašpar nahm am Konklave des Jahres 1939 teil. Er starb am 21. April 1941 in Prag und wurde im Veitsdom bestattet.